# Monomma maroantsetranum
Monomma maroantsetranum es una especie de coleóptero de la familia Monommatidae muy versatiles.

## Distribución geográfica
Habita en Madagascar.